# Do It Good
Do It Good è l'album di esordio dei KC and the Sunshine Band.

## Tracce
1. Do It Good
2. Sound Your Funky Horn
3. Baby I Want Your Lovin
4. Queen Of Clubs
5. Blow Your Whistle
6. I'm A Pushover
7. You Don't Know
8. I Need A Little Lovin
9. All My Love